# Rainer Knaak
Rainer Fritz Albert Knaak (ur. 16 marca 1953 w Pasewalku) – niemiecki szachista, arcymistrz od 1975 roku.

## Kariera szachowa

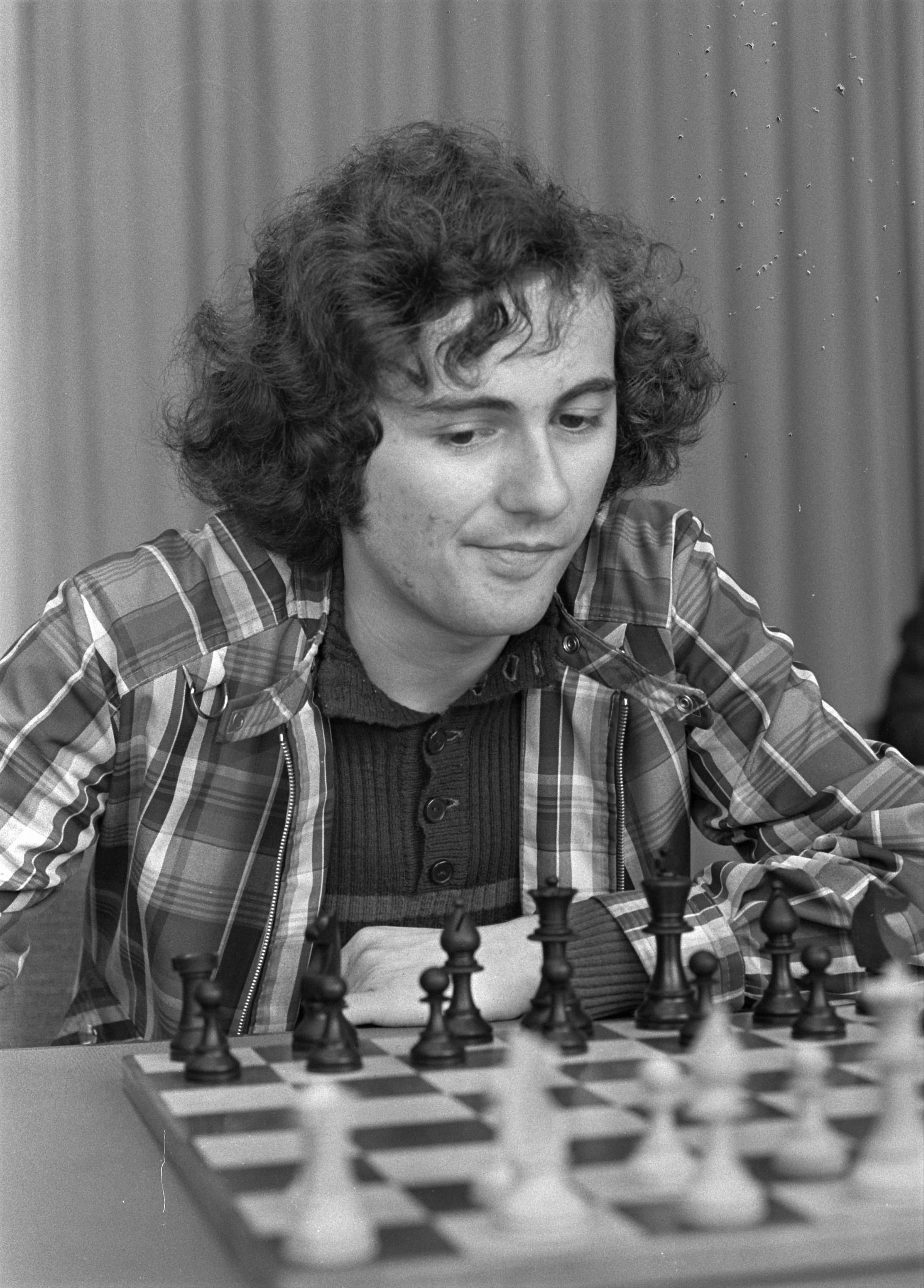
Rainer Knaak, Amsterdam 1974

Grę w szachy poznał w wieku pięciu lat. Trzykrotnie (w latach 1966, 1969 i 1970) zdobył złote medale na mistrzostwach NRD juniorów w różnych kategoriach wiekowych. Od połowy lat 70. był najlepszym, obok Wolfganga Uhlmanna szachistą wschodnich Niemiec, co potwierdził pięciokrotnym zdobyciem tytułu mistrza kraju (w latach 1974, 1978, 1982, 1983 i 1984) oraz trzykrotnym udziałem w narodowej drużynie na szachowych olimpiadach w 1972, 1988 oraz 1990 roku (w latach 1974–1986 reprezentacja NRD nie brała udziału w olimpijskich turniejach).
Do jego sukcesów w turniejach międzynarodowych należą zwycięstwa w Ołomuńcu (1972), Lipsku (1977), Balasisze (1977), Zabrzu (1977), Halle (1978), Cienfuegos (1984) i Atenach (1992, turniej Acropolis), jak również II miejsca w Zinnowitz (1971), Halle (1974), Bukareszcie (1975) i Trnawie (1980) oraz dzielone II miejsce w Sandomierzu (1976), Jurmale (1978) i Poczdamie (1985) oraz dzielone III w memoriale Akiby Rubinsteina w Polanicy-Zdroju (1979) i Cienfuegos (1980).
Najwyższy ranking w karierze osiągnął 1 stycznia 1979 r., z wynikiem 2565 punktów dzielił wówczas 24-25. miejsce na światowej liście FIDE, jednocześnie zajmując 1. miejsce wśród szachistów Niemieckiej Republiki Demokratycznej.
Od 1994 r. jest stałym współpracownikiem firmy ChessBase. W turniejach szachowych występuje bardzo rzadko, głównie w rozgrywkach drużynowych niemieckiej Bundesligi.